# 游斯丁

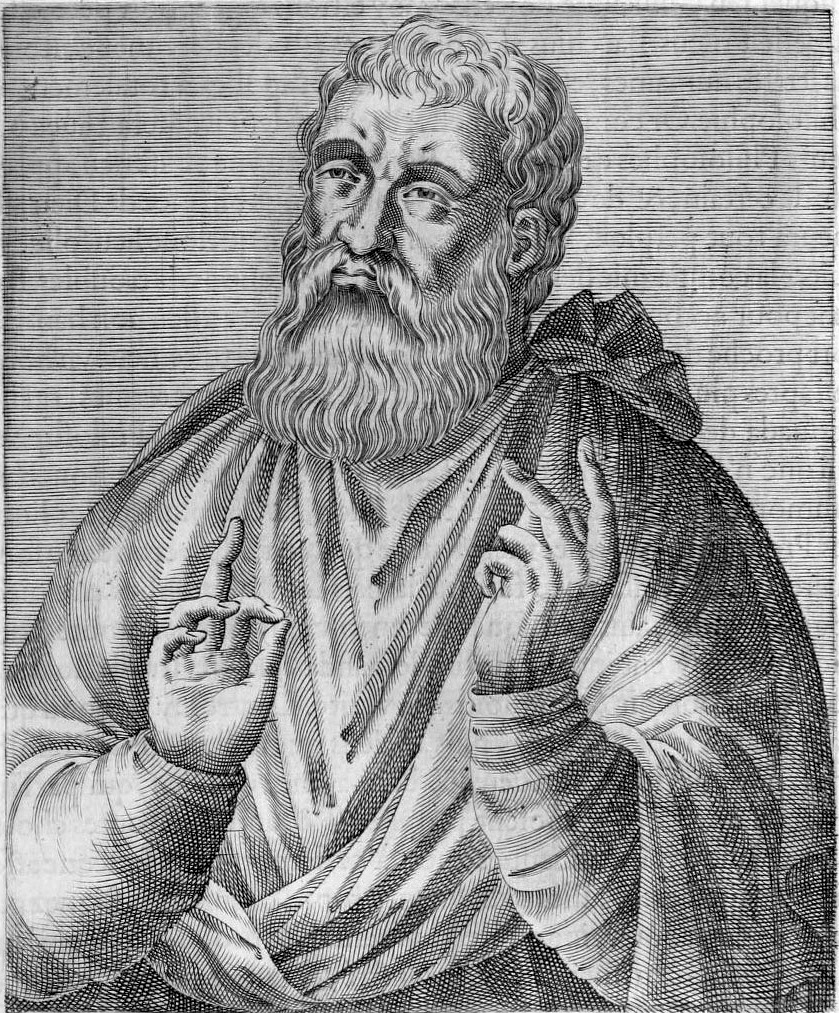
游斯丁

殉教者游斯丁（英語：Justin Martyr）或译犹斯定，是公元2世紀基督教的護教士之一，於公元165年前在羅馬殉教。天主教相信他是哲学家的主保圣人。東正教會與普世聖公宗也尊他為聖人。
他的大部分作品都已失传，但有两篇护教书和一段对话幸存下来。
第一篇护教书是他最著名的作品，它热情地捍卫了基督徒生活的道德性，并提供了各种伦理和哲学的论据，说服罗马皇帝安东努斯放弃对教会的迫害。
此外，他还主张许多历史上的希腊哲学家（包括苏格拉底和柏拉图）说成是不知情的基督徒，因为他对他们的作品都有很好的研究。

## 生平
游斯丁生於撒馬利亞的弗拉维亚-尼阿波利斯（Flavia Neapolis，即今天的纳布卢斯）（一说生于示剑），父親是一位富有的希臘人，因此十分嚴謹地訓練兒子學習希臘的規矩和學問。他的祖父巴基乌斯（Bacchius）有一个希腊名字，而他的父亲普里斯库斯（Priscus）有一个拉丁语名字，这使得人们猜测他的祖先可能在尼阿波利斯建立后不久就定居在那里，或者说他们是罗马派到那里的外交官的后裔。
游斯丁父母親是希臘人，乃是外邦異教徒。年輕時熱心研讀哲學，曾在當時仍流行的斯多亞學派門下受教，後來轉向亞里斯多學派，最後醉心于柏拉圖學派。他開始學斯多葛的道理，後來覺得不滿足就轉去研究柏拉圖的學說，直到把柏拉圖的學說看為真理。可以看出遊斯丁是一個熱愛學習，熱愛和真理的人。游斯丁信主前的相關資料相當稀少，據說他信主的經歷非常奇妙。
有一天，當游斯丁在海邊默想思考問題的時候，剛好遇見一位神秘老人，經過與神秘老人一番交談後，那位老人不客氣地指出他的哲學問題與弱點，並引導他認識舊約聖經所應許要來的默西亞已經降臨在地上，那位神秘的老人與他傳講福音過後，游斯丁就悔改相信耶穌。游斯丁雖然悔改相信基督教，但他並沒有放棄以前所苦修的哲學，他以前原本想藉著學習哲學尋找真理，他悔改相信耶穌後，便認定基督教才是「那真正的哲學」。據說，他雖然改信基督教後，他還是仍然穿戴哲學教師的制服，到處演講及傳講主耶穌基督的福音。
他為首批歸信於基督教的外邦知識分子，精通斯多噶主義、亞里斯多德主義、畢達哥拉斯主義，對柏拉圖主義也有涉獵。他非常的熱愛古典哲學，尤其是相信柏拉圖所說的「永恆的理型就是上帝，蘇格拉底就像亞伯拉罕一樣，是基督降生之前的基督徒。」
在《对话》的开篇中，
游斯丁描述了他的早期教育，他说，他最初的学习让他不满意，因为他们没有提供一个信仰体系，不能给年轻的学生提供神学和形而上学的启发。他说，他首先尝试了一个斯多葛哲学家的学校，他无法向他解释上帝的存在。然后，他又去听了一位柏拉图派的哲学家讲课，但因为这位哲学家太过急于收费而被推掉了。后来，他又去听了一位毕达哥拉斯哲学家的课，这位哲学家要求他先学音乐、天文学和几何学，他不愿意这样做。后来，他遇到了一位最近在他的城市里定居的柏拉图派思想家，便信奉了柏拉图主义。
而对非物质事物的感知完全压倒了我，思想的沉思给我的心灵插上了翅膀，所以过了一会儿，我想，我已经变得聪明了；而这就是我的愚蠢，我期待着立刻仰望天主，因为这就是柏拉图哲学的结局。
此后的一段时间，他在海边附近偶遇一位老人，可能是叙利亚的基督徒与他进行了一次关于天主的对话，他说先知的见证比哲学家的推理更可靠。这个老人在与他讨论了天主和其他高深莫测的事之后，就建议他尝试走另外一条寻求真理的道路。他告诉游斯丁，古代先知对天主的了解远比当代的哲学家更多，他劝游斯丁去读读他们的著述。游斯丁接受了这个建议，在旧约圣经的先知书中找到了自己一直以来寻求的真理，其内容指向的是基督以及基督教真理。
早在这个时代之前，就有一些人，比那些受人尊敬的哲学家更古老，他们是公义的，也是天主所爱的人，他们用神的灵说话，预言了将要发生的事情，现在正在发生的事情。他们被称为预言家。这些人既看见了真理，又向人宣布了真理，既不敬畏人，也不惧怕人，不为荣耀的欲望所影响，只说他们所看见的和他们所听见的，被聖神充满了的事。他们的著作至今仍在流传，读过他们的著作的人，在认识事物的开始和结束，以及哲学家应该知道的事，只要他相信他们，就会得到很大的帮助。因为他们在他们的论文中没有使用证明，因为他们是真理的见证人，高于所有的证明，值得相信；那些已经发生的事件和正在发生的事件，迫使你同意他们所做的言论，虽然，事实上，他们有资格因他们所行的神迹而归功于他们，因为他们都赞美造物主，万物的天主和父，并宣布他的儿子，他所派遣的基督。那些被谎言的不洁之灵所充满的假先知们，既没有做过，也没有做过，只敢行一些奇妙的事，目的是为了使人惊奇，荣耀错误的灵和魔鬼。但求你在万事之上，求你打开光明之门；因为这些事不是所有人都能看见，也不是所有人都能明白的，只有天主和他的基督所传授的人有智慧。
「霎时，一道火焰从我心灵深处点燃，一股对先知与基督的爱流涌溢，他们所传讲的才是万物肇始与终结的最古老、最真实的解释，这是哲学家们都该知道的，因为他们被圣神充满，荣耀了造物真主，万物的天主与父，并宣告真神之子耶稣基督。我发现唯独这种哲学才是稳妥而有益的。」
被这位老人的论点所感动，游斯丁放弃了他以前的宗教信仰和哲学背景，选择将自己的生命重新献给神。早期基督徒的禁欲生活和殉道者的英雄榜样，使他的新信念得到了支持，他们的虔诚使他相信基督教教义在道德和精神上的优越性。因此，他决定他唯一的选择是在全国各地旅行，传播基督教作为「真正的哲学」的知识。他的皈依通常被认为是在以弗所发生的，不过其实有可能是在从叙利亚巴勒斯坦行省到罗马路上的任意一处。
然后他以哲学家的身份四处游学。在安东努斯-皮乌斯统治时期（138年-161年），他来到罗马，创办了自己的学校。他是第一個嘗試將信仰及理性綜合的神學家，也為基督教的教義等來辨護。
塔提安是他的学生之一。在马可·奥勒留统治时期，他与犬儒哲学家克雷森斯发生争执后，据塔提安（《致希腊人的讲话》19）和尤西比乌斯（HE IV 16.7-8）说，他被后者向当局告发。游斯汀与六位同伴一起被朱尼乌斯·鲁斯蒂克斯审判，他在163年-167年期间担任城市长官，游斯丁和六人被斩首。有说法说具体年代是公元165年前後被羅馬奧里略皇帝處死殉道。。虽然他死的确切年份并不确定，但可以合理地以鲁斯提库斯（Rusticus）的省长任期（他在162年和168年执政）为准。他的殉难在法庭审判有记录流传可考。
在罗马以北几英里的萨克罗法诺的圣若翰洗者教堂声称有他的遗物。位于马耳他瓦莱塔的1592年教宗令建的耶稣会教堂也拥有这位圣人的遗迹。
还有一种说法是，游斯丁的遗物被安葬在马里兰州的安纳波利斯。在意大利的动乱时期，一个拥有他的遗体的贵族家庭于1873年将其遗体送到巴尔的摩的一位神父处保管。遗体在圣玛利亞教堂里展示了一段时间后，又被锁起来保管。1989年，经羅馬教廷的批准，遗体被重新发现，并在圣玛利亞教堂进行了妥善安葬。
1882年，教宗良十三世为他的节庆日举行了弥撒和公祭，他将其节庆日定为4月14日。根据是弗洛鲁斯殉道记中所载的他去世后的一天。
但由于这个日期往往和逾越节庆祝活动重合，因此，1968年的节庆日被移至6月1日，至少从9世纪起，拜占庭仪式就一直在这一天庆祝他。

## 著作
其著作甚豐，目前還遺留下來僅有：

Iustini opera, 1636

- 《第一護教辭》（Apologia I）於115年間完成，為寫給羅馬君王圖拉真、其諸子嗣及政要的公開信件，說明基督教不當受到政府及教外人士的批評。
- 《第二護教辭》（Apologia II）接著前本著作，為投訴羅馬元老院的信件。他直言假如基督徒有罪，應該公開審訊，證實有罪才可定案，而不可只因其身份就加以定罪。其內容中也大略解釋基督教的聖禮和崇拜。[23]
- 《與特來弗對話錄》（Dialogue with Trypho）是現存游斯丁著作中最長的一篇：於135年發生的，155年始被記錄下來，其中提及游氏與一位名叫特來弗的猶太拉比來爭辯有關耶穌是否就是舊約聖經所提及的彌賽亞。关键版德菲利普 · 博比洪在线  （页面存档备份，存于）
- 《論復活》（de resurrectione）殘片。[24]

## 軼事
游斯丁年輕的時候，熱衷於鑽研哲學。初學斯多葛的道理，覺得不滿足就轉而研究柏拉圖之學說，直到將之視為真理。他喜歡模仿哲學家的樣子，穿著哲學家的制服。一天他在海邊行走，巧遇一位正在等船的老者，就和他交談。老人告訴他：「研究哲學無法明白真理，若要明白真理就要考查聖經。」其後游斯丁即去研究聖經，並常與信徒往來，敬佩基督徒因基督的名而甘心被殺。他在追尋真理的過程中大受感動，決心作一位基督教的哲學家。
游斯丁是在馬可·奧里略皇帝在位時與其他六位信徒同時遇害的。當受審之時，法官要求他們將所信的道說出來，於是游斯丁用了幾句簡明的話，說明了基督教的信仰。法官問：「你是基督徒嗎？」他回答是。法官再問：「你這自稱博學的人，在我打你、殺你以後，你猜自己能上天堂嗎？」游斯丁回答说：“我对此深信不疑。” 